# Phragmipedium schlimii
Phragmipedium schlimii là một loài lan đặc hữu của Colombia.

## Hình ảnh

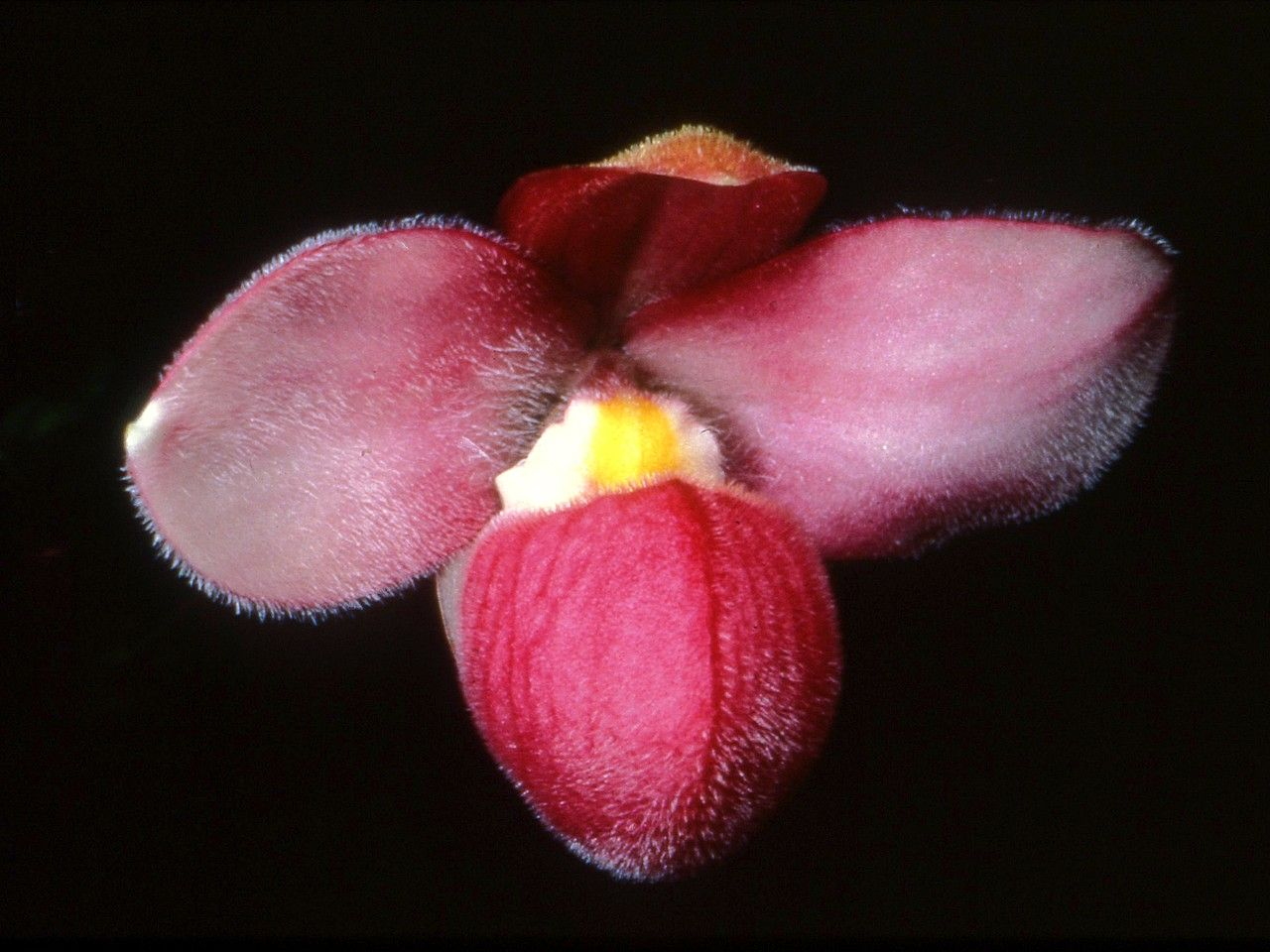
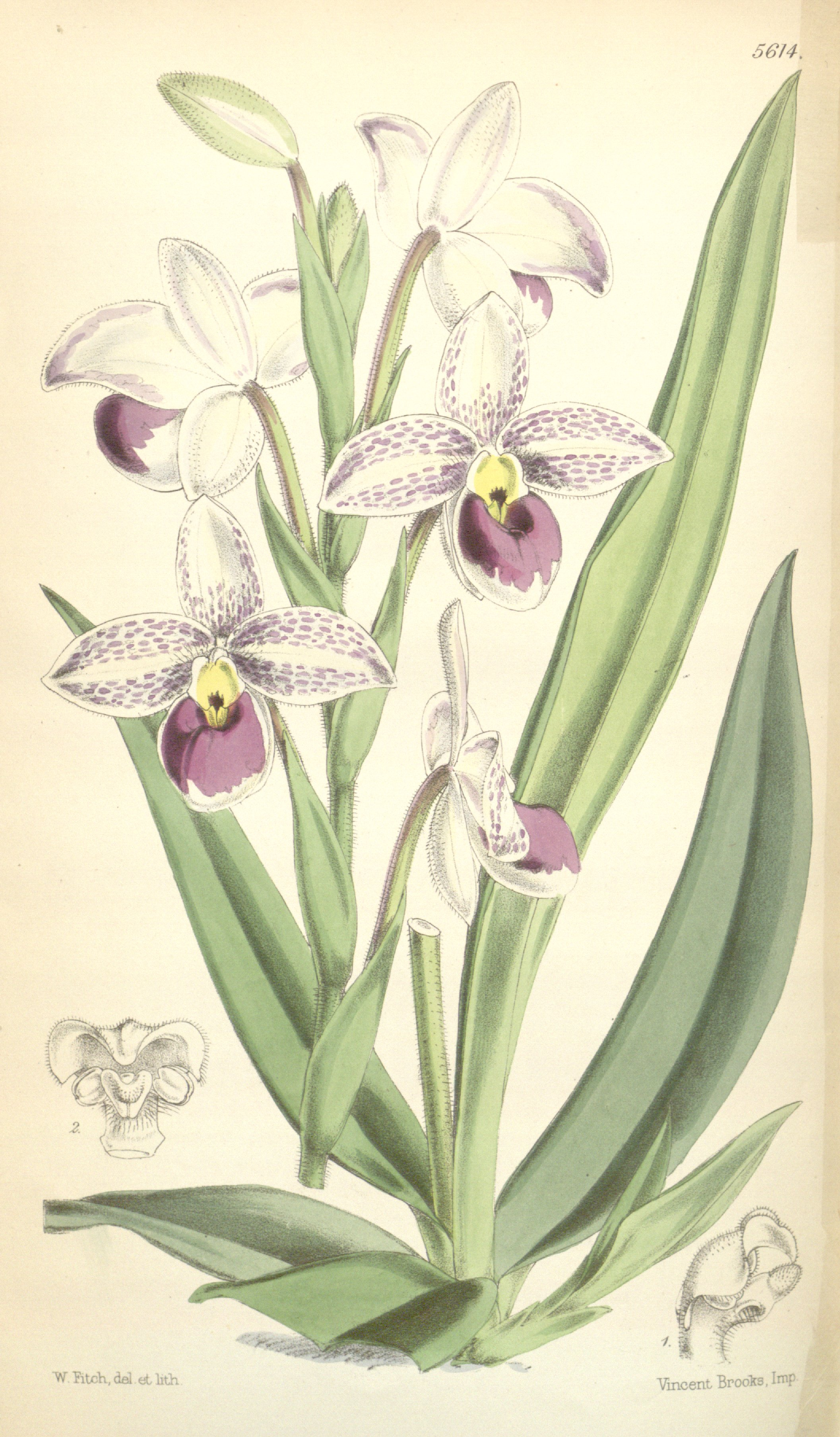
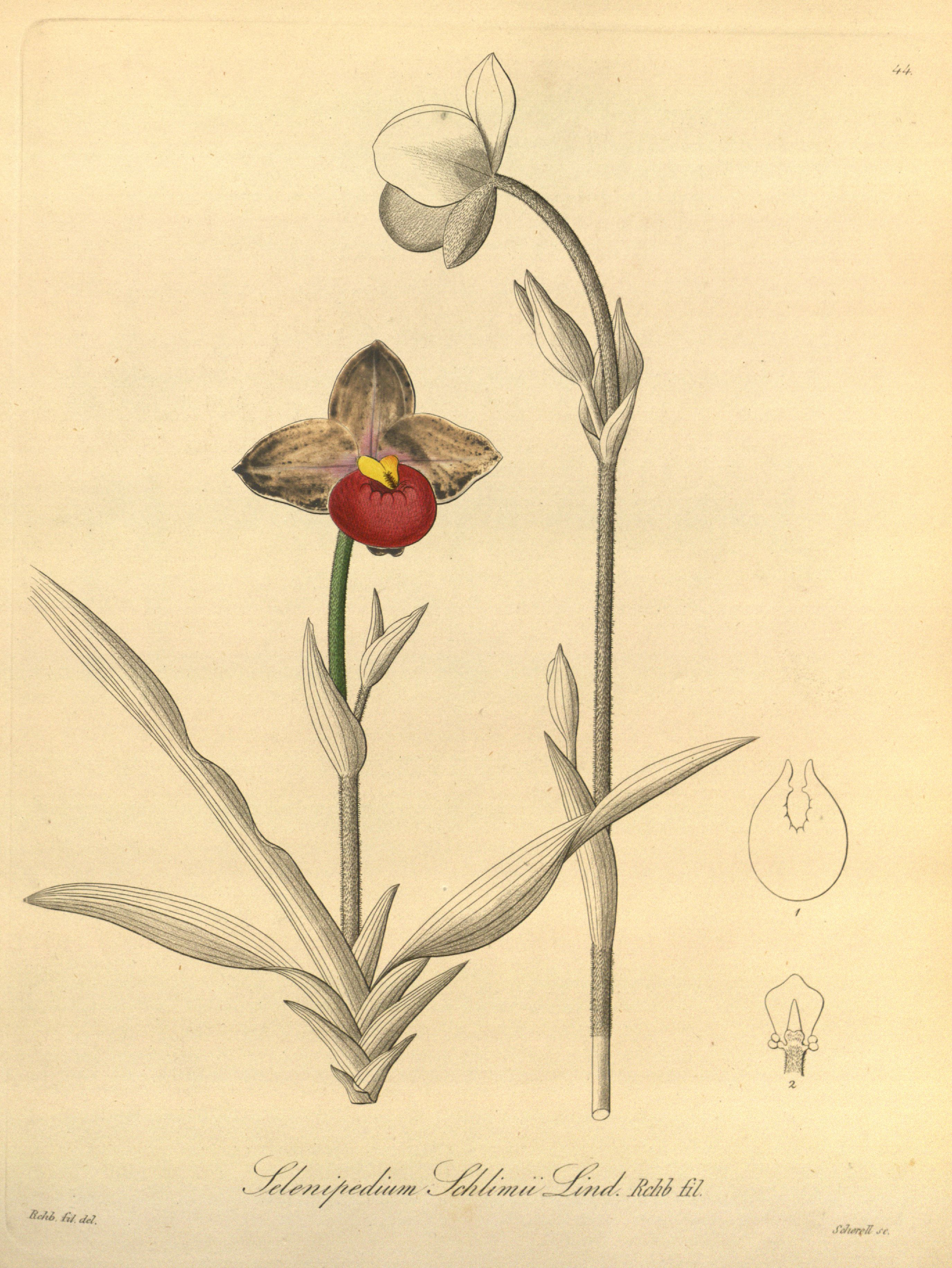
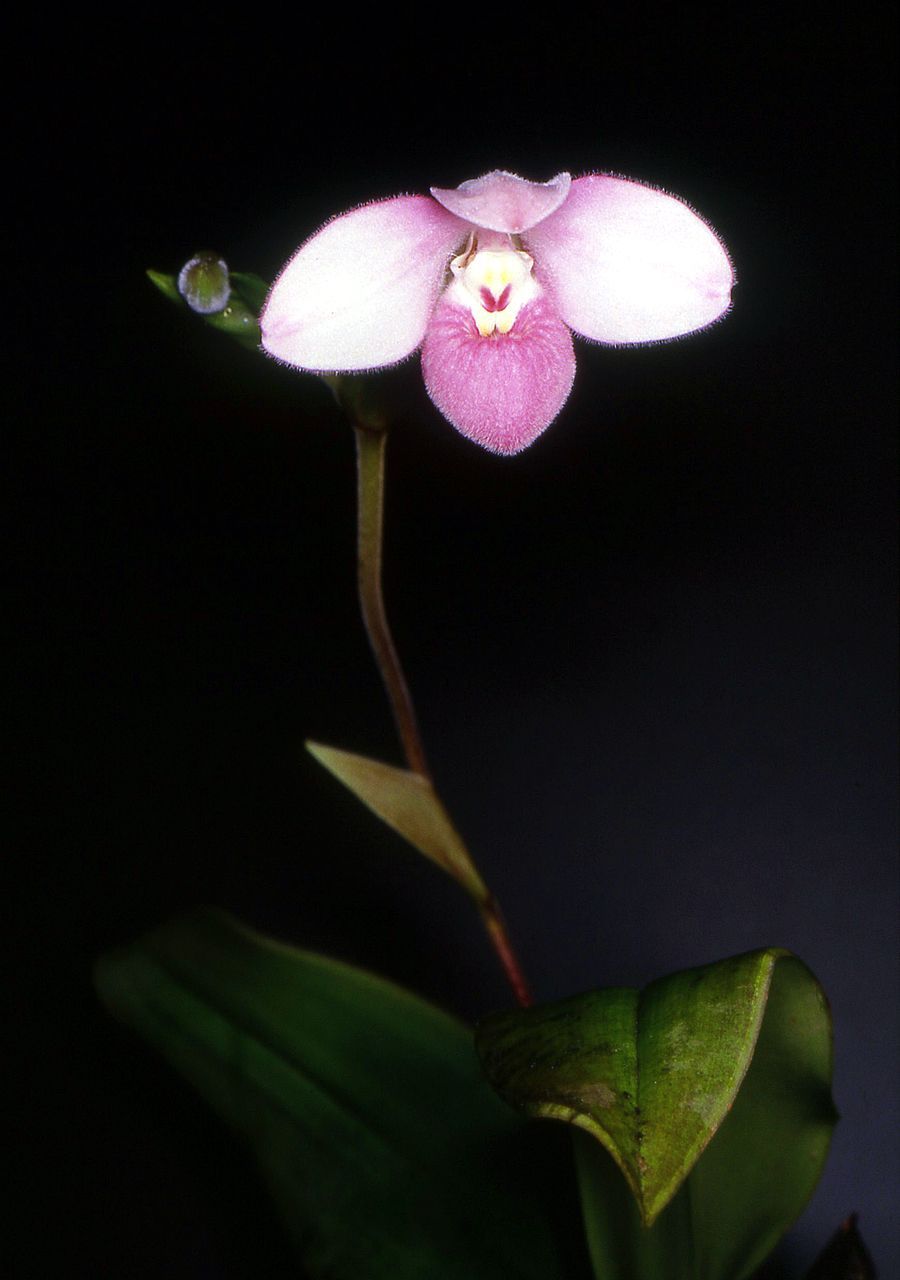